# Първа българска граматика
Първата българска граматика е учебник, издаден през 1835 г. от видният български възрожденец Неофит Рилски (1793 – 1881) в Крагуевац, столица на Княжество Сърбия по това време, една малка книжка, озаглавена Болгарска грамматiка. Тя се счита всъщност и за първата българска граматика.
Болгарска грамматiка е първата системна българска граматика, която е определяна за начало на граматичната традиция на новобългарския език. Под нейно влияние се развива Българската учебна граматична литература през първата половина на ХІХ век. Служи за помагало при преподаването по български език и се ползва като учебник в почти всички български училища през възрожденския период на образователната система в България. Колко точно от книгата са издадени не е известно, но авторът е получил от нея 387 екземпляра. Братята Димитър и Христо Мустакови, помагали при издаването на учебника, изпратили на Габровското училище 535 екземпляра. Самият Неофит Рилски е изпратил екземпляри от граматиката на много места из цяла България, където се създават училища по взаимоучителната метода. Априловската гимназия също разпространява над 400 броя. Екземпляр от граматиката получил и русинскиия учен Юрий Венелин, който му бил изпратен от Васил Априлов. От тях двамата книгата получава висока оценка. В същото време те изтъкват и някои нейни недостатъци като първи опит в тази посока. Неофит Рилски, въпреки че не се съгласява с някои мнения, приема част от критичните им бележки.
Поради липса на печатница в България за отпечатването и монаха прави ръкопис с Допълнение към нея. То не е отпечатано, а се е преписвало и подвързвало заедно със самата граматика. Известни са няколко такива преписа на Допълнението към граматиката. В Болгарска грамматiка е направено първо цялостно подреждане и класифициране на важни граматични особености на българския език с оглед на училищните нужди в преподаването през епохата Българското Възраждане.